# Château-Rouge
Château-Rouge è un comune francese di 221 abitanti situato nel dipartimento della Mosella nella regione del Grand Est.

## Società

### Evoluzione demografica
Abitanti censiti